# Santa Cruz Papalutla
Santa Cruz Papalutla est une ville et une municipalité d'Oaxaca dans le sud-ouest du Mexique. Elle fait partie du district de Tlacolula à l'est de la région des Valles Centrales.